# Jean-Richard Bloch
Pour les articles homonymes, voir Bloch et Jean Richard.
Jean Bloch, dit Jean-Richard Bloch, né le 25 mai 1884 à Paris 8e et mort le 15 mars 1947 à Paris 1er, est un écrivain, essayiste, homme politique, journaliste et poète français. Il siège au Conseil de la République dans le groupe communiste.

## Biographie

### Famille et jeunesse
Né Jean Bloch, il est le fils de Richard Bloch (1852-1934), ingénieur des Ponts-et-chaussées, et de Louise Lévy (née le 15 juin 1858 à Carling, Moselle et assassinée le 2 juin 1944 à Auschwitz,). Son grand-père, Abraham Bloch est originaire du village de Lauterbourg, en Alsace. Après une scolarité secondaire au lycée Condorcet, il suit des études d'histoire et de géographie en même temps qu'il écrit ses premiers textes, des nouvelles et un roman.
Il rencontre en 1905 Marguerite Herzog, sœur d'André Maurois, qu'il épouse le 26 septembre 1907. Agrégé d'histoire la même année, il devient professeur au lycée de Lons-le-Saunier, puis à Poitiers à partir de la rentrée de 1908. Il se fait mettre en congé en 1909 afin de se consacrer à l'écriture. Il fonde en 1910 - sous le pseudonyme de Jean Richard - une publication intitulée L'Effort,, qui devient L'Effort Libre deux ans plus tard, à laquelle collaborent notamment des artistes peintres comme Gaston Thiesson et Bernard Naudin. Le 10 avril 1911, il s'installe 138 rue de La Mérigote, dans ce qui n'était pas encore, le long du Clain, la banlieue de Poitiers. Achetée deux ans plus tard, la villa accueillera durant les étés de nombreux intellectuels.

### Première guerre mondiale
Engagé en 1914, caporal, puis sous-lieutenant et lieutenant dans l'infanterie, il est blessé à trois reprises. Il est décoré de la croix de guerre.

### Entre-deux guerres
Après la guerre, il collabore à La Vie Ouvrière et à L'Humanité, ainsi qu’à la revue Clarté. Socialiste depuis qu'il était étudiant, il adhère au Parti communiste français dès 1921 mais le quitte au moment de la bolchevisation. Il contribue, avec Romain Rolland et un comité d'écrivains, en 1923, à la création de la revue Europe dont son frère Pierre Abraham figure aussi parmi les premiers collaborateurs. Il collabore également en tant qu'éditeur à la maison d'éditions Rieder qui édite Europe. Lui qui a corrigé les écrits de Panaït Istrati pour les éditions Rieder et pris connaissance de son essai sur l'URSS, Vers l'autre flamme, se laissera abuser lors de son voyage en URSS (1934), avant de devenir un ardent propagandiste stalinien[réf. nécessaire]. 
Si, en 1933, il se situe entre socialisme et communisme, sans appartenir à l'un des deux partis, il milite en faveur de la cause antifasciste et du Front populaire et se rapproche du Parti communiste. Après la crise du 6 février 1934, il adhère au Comité de vigilance des intellectuels antifascistes (CVIA) et à l’Association des écrivains et artistes révolutionnaires (AEAR). Il participe en août 1934 au Congrès des écrivains soviétiques à Moscou. Ce voyage officialise son rapprochement avec le PCF. Il organise et participe activement au Congrès international des écrivains pour la défense de la culture en 1935 et, avec Louis Aragon à la fondation du quotidien communiste Ce soir en mars 1937.

### Seconde guerre mondiale et vie en URSS
Il adhère au Parti communiste français à la fin du printemps ou au début de l'été 1939, soit quelques semaines avant le Pacte germano-soviétique. Ebranlé par le pacte, il le soutiendra officiellement ainsi qu'il le fera pour les députés communistes arrêtés dans les semaines qui suivront. Il s'engage cependant dans la Résistance après l'occupation allemande.
Au début de l’année 1941, se sentant de plus en plus menacés en tant que communistes et en tant que juifs, les Bloch vont décider de fuir en URSS. En dépit de la barrière linguistique, ce choix soviétique semble logique pour des raisons politiques, mais aussi financières. Ce n’est cependant en rien un départ clandestin comme le prétendra l’écrivain lors de sa conférence à France-URSS de 1946. Le 1er mai 1941, il rédige une lettre à Staline, pleine d'admiration, qui le classe définitivement comme un intellectuel communiste.
Le 15 avril 1941, ils quittent en effet Paris en direction de l’Allemagne avec un visa de transit en bonne et due forme. Arrivé à Moscou le 18 avril, Bloch répond longuement aux questions d'André Marty sur la situation en France dans la fin de l'après-midi et dans la soirée du vendredi 25 avril. De cette conversation qui se termine à minuit dix, des « Notes sur les Français » sont rédigées (de manière antidatées donc) par André Marty sans doute immédiatement après l'entretien. Elles sont ensuite peut-être traduites en russe par les services du secrétariat de l'IC dans un style qui est davantage celui de Marty (dilatoire et paranoïaque) que celui de Bloch. Une de ces notes, conservées aux archives du Komintern, rapporte des propos qu'André Malraux aurait tenus au début de la guerre à l'ambassade du Chili devant un fonctionnaire d'ambassade communiste : « Il n’y a qu’une seule solution [pour les communistes] : le mur ». Comme tous les documents issus du Komintern, ces « Notes sur les Français » qu'Olivier Todd qualifie de « modèle de délation » sont donc à prendre avec précaution. Même si Jean-Richard Bloch était sans doute critique face à la position d'André Malraux à l'égard des communistes, il répond quelques jours après son arrivée à des questions précises (un quasi interrogatoire ?) à un André Marty qui exerce un contrôle étroit sur les Français présents alors en URSS. Marty revoit et questionne Bloch quasiment tous les jours qui suivent. Enfin, le 13 mai 1941, Bloch présente oralement un rapport devant le secrétariat du Comité exécutif de l'IC (qu'il qualifie d'état-major du Komintern) « Sur la situation en France ». Dans le procès-verbal (rédigé là encore par Marty) de l'entretien, Malraux n'est pas évoqué (à la différence de Paul Langevin, Romain Rolland, André Gide et Charles Vildrac). En effet, Marty (qui est aussi celui qui assure la transcription des propos de Bloch), écrit en introduisant son procès-verbal : « Notes prises par le camarade André Marty - Toutes les questions déjà traitées dans les conversations particulières et dans le rapport écrit sur les intellectuels ne sont pas répétées - une table des matières d'ensemble permettra de retrouver les questions essentielles dans les différents exposés et rapports du camarade Bloch. » : Ce rapport écrit (par Marty à partir d'un rapport ou de conversations orales de ou avec Bloch) sur les intellectuels, c'est peut-être cette fameuse " Notes sur les Français ».
En URSS, Bloch sera journaliste et écrivain. C'est le seul intellectuel français de renom présent en URSS. Il devient en effet à partir d’août 1941 une des voix de la France depuis Moscou, la seule officielle. Il réalise en effet pendant presque tout son exil des émissions en langue française à Radio-Moscou. Cette activité est interrompue par des maladies (nombreuses et parfois très graves), par la période d’évacuation du fait de l'avancée des troupes allemandes à Kazan avec des intellectuels soviétiques en octobre 1941, et celle de mise en place de la radio à Oufa où se trouvent les autres communistes français (où ils arrivent en décembre 1941 et vont rester un an), peut-être aussi par le transfert des activités radiophoniques au secteur français de la radio d’État, et enfin, en août et septembre 1944 par son voyage à Leningrad. De retour à Moscou en décembre 1942, il écrit une pièce, Toulon, qui est jouée au début 1944 à Alger et en Afrique du Nord, puis à Paris et Tokyo en 1945 et 1946.
Pendant toute cette période, comme les intellectuels soviétiques, les Bloch sont évidemment soumis à la censure. Celle des Soviétiques (l'Union des écrivains au départ, celle des journaux avec lesquels il collabore, plus largement celle du Sovinformbureau, et celle du Bureau d'informations du Mid), mais aussi celle des Kominterniens, en particulier celle d'André Marty, jusqu'au départ à Alger de ce dernier en septembre 1943.
Même bien après la dissolution du Komintern, le rôle de Jean-Richard Bloch, que Marty tient strictement à limiter à celui d’un intellectuel, est surveillé, planifié. Dans la plupart des cas, Bloch se plie à des commandes. Durant cette période, Bloch et sa femme Marguerite deviennent très amis des Thorez, eux aussi exilés en URSS. Avec l'arrivée des missions gaullistes dont une partie des membres loge dans le même hôtel qu'eux, l'écrivain devient aussi une courroie de transmission entre les gaullistes et les communistes. À partir de 1943, il tisse en particulier des liens avec Roger Garreau et Jean Cathala du côté des civils, le commandant Schmitlein ou le général Petit et les pilotes du Normandie-Niemen du côté des militaires. C'est alors qu'André Marty, déjà suspicieux à l'égard de ce communiste de fraîche date, écrit des rapports outranciers où il prête notamment à Bloch des propos accusateurs à l'égard de Malraux.

### Retour en France
Les Bloch rentrent en France au début de l'année 1945. Si leur maison de la Mérigote (dans les environs de Poitiers à l'époque), mise sous scellés, a été relativement protégée (la bibliothèque est intacte), ce n'est pas le cas de l'appartement de la rue de Richelieu qui appartenait à sa mère, déportée par le Convoi No. 75 en date du 30 mai 1944 de Drancy à Auschwitz où elle est gazée à son arrivée à l'âge de 86 ans. Selon les propos de leur fille Claude Bloch, l'appartement avait été totalement pillé par les Allemands qui étaient allés jusqu'à arracher des tuyaux, les robinets ou découper la moquette. Tout en menant une éprouvante recherche de ses proches disparus (sa mère, sa fille France Bloch, son gendre Frédo Sérazin), il reprend la direction de Ce soir. À ce titre, il assiste en juillet 1945 au procès du Maréchal Pétain.

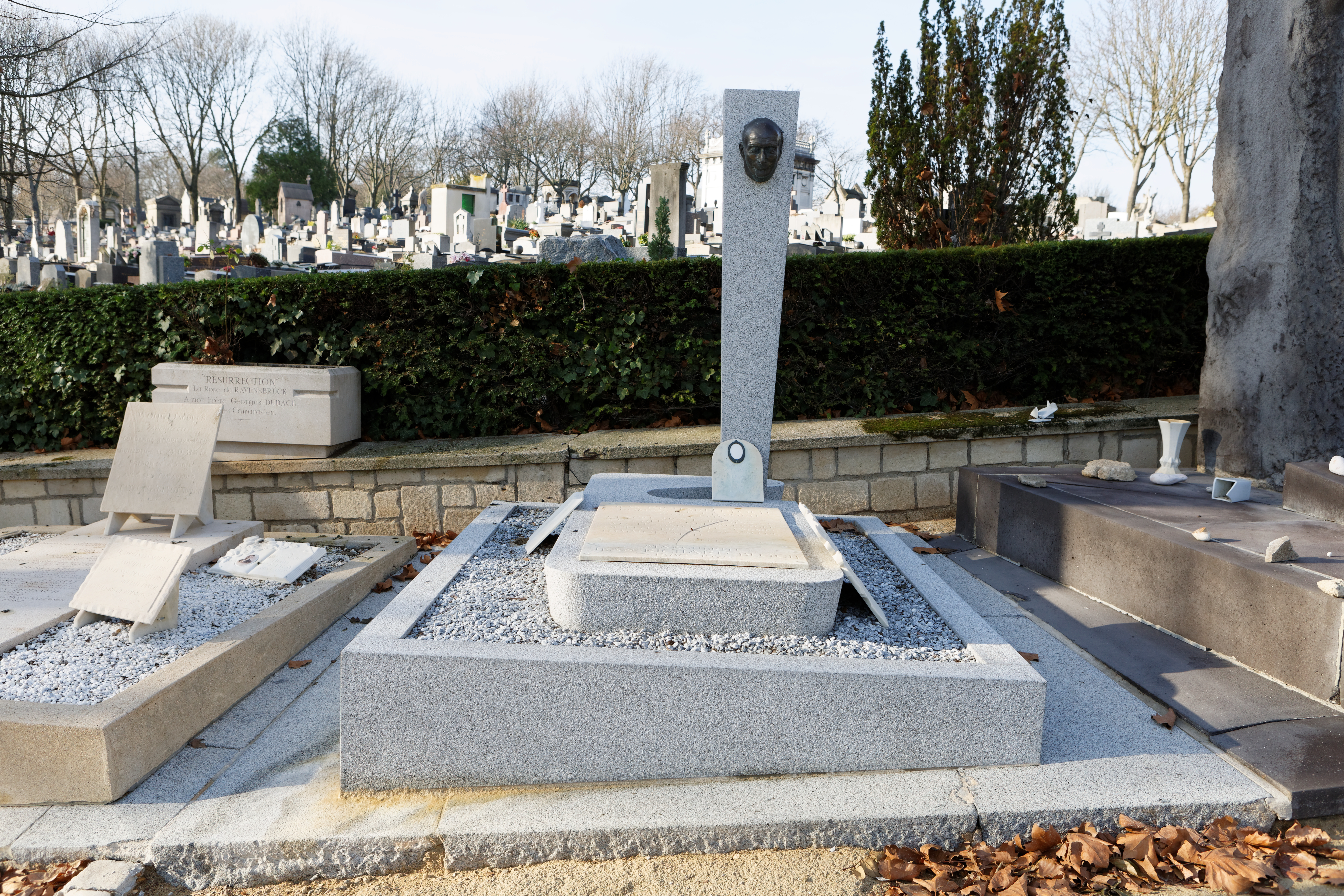
Tombe de Jean-Richard Bloch au cimetière du Père-Lachaise.

En 1946, Jean-Richard Bloch est élu conseiller de la République communiste, sans arrêter son activité de directeur de Ce soir. 
Sa mort inopinée, en mars 1947, interrompt un mandat qui n'aura duré que quelques mois. Le journal Ce Soir lui consacre, en page une et deux, de nombreux articles signés Aragon, Marcel Cohen, Martin-Chauffier et des témoignages.
Des funérailles importantes sont organisées par le Parti communiste. Mathilde Péri, Madeleine Braun vice-présidente de l'Assemblée nationale, Simone Téry, Maria Rabaté, Pierre Kaldor sont présents.

## Enfants
Sa fille France Bloch-Sérazin (1913), exécutée à Hambourg en 1943, fut artificière de l'Organisation spéciale et une héroïne de la Résistance. 
Sa fille aînée, Marianne (1909), a épousé Gérard Milhaud ; ils ont été résistants à Lyon.
Son fils, Michel Bloch (1911), a été arrêté par la police de Pétain pour distribution de tracts communistes et incarcéré à la prison à Nontron ; libéré par un maquis de l'Armée secrète, il a ensuite été adjoint du préfet de Limoges. Il a épousé Colette Sellier, emprisonnée elle aussi à Clermont-Ferrand puis à Fresnes. Ce couple a occupé la maison de La Mérigote à partir de 1949. Michel Bloch avait décidé de s'y installer afin, notamment, que le maire (ex collabo) de Poitiers ne se l'approprie pas. 
Son autre fille, Claude (1915), a épousé, en 1939, le poète espagnol Arturo Serrano y Playa, officier républicain en exil.

## Hommage
La Mérigote, où Jean-Richard Bloch vécut avec sa famille, a été acquise par la ville de Poitiers et est devenue une résidence d'artistes.

## Publications

### Œuvres de Jean-Richard Bloch
- Le Théâtre du peuple, critique d'une utopie, 1910, essai
- Lévy, Premier livre de contes, 1912
- ... et Cie, 1917, roman
- Carnaval est mort : premiers essais pour mieux comprendre mon temps, 2e ed. NRF, 1920, 266 p. lire en ligne sur Gallica
- Sur un cargo, 1924, récit de voyage
- La Nuit kurde, 1925, roman
- Le paradis des conditions Humaines. Anvers, Éditions Lumière. 1925. Illustré par des bois de Henri Van Straten. In-8 ; tirage à 361 exemplaires dont 36 sur Hollande.
- Le Dernier Empereur, 17 novembre 1926, Théâtre de l'Odéon lire en ligne sur Gallica
- Les Chasses de Renaut, 1927, nouvelles
- Cacaouettes et bananes, 1929, récit de voyage[48]
- Destin du théâtre, 1930, essai
- Destin du siècle : seconds essais pour mieux comprendre mon temps, 1931, éditions Rieder, 313 p. lire en ligne sur Gallica
- Sybilla, 1932
- Offrande à la politique : troisièmes essais pour mieux comprendre mon temps, 1933, éditions Rieder, 298 p. lire en ligne sur Gallica
- Naissance d’une culture, 1936, essai
- Espagne ! Espagne !, 1936
- Toulon et autres pièces, 1948 lire en ligne sur Gallica
  - Une perquisition à Paris en 1940
  - Naissance d'une cité
  - La Première du Mariage de Figaro
- L'Homme du communisme, 1949, biographie de Staline
- De la France trahie à la France en armes. Commentaires à Radio-Moscou 1941-1944, éditions sociales, 1949

### Correspondances de Jean-Richard Bloch
- Moscou Caucase Été 1934, Lettres de voyage, édition augmentée (lettres et carnet de voyage) établie par Rachel Mazuy et Ludmila Stern, préface de Christophe Prochasson, Editions du CNRS, 2019, 296 p. (illustrations).
- Romain Rolland et Jean-Richard Bloch, Correspondance (1919-1944), édition établie et présentée par Antoinette Blum et Roland Roudil, Editions universitaires de Dijon, 2019, 584 p.
- Moscou, Caucase Été 34. Lettres d'URSS de Marguerite et Jean-Richard 'Bloch, édition établie et annotée par Rachel Mazuy, Cahiers Jean-Richard Bloch, numéro 19, 2013.
- Jean-Richard Bloch ou À la découverte du monde connu : Jérusalem et Berlin (1925-1928), (édition établie et annotée par Wolfgang Asholt et Claudine Delphis, Ed. Honoré Champion, 2010.
- Lettres du régiment. Jean-Richard Bloch (1902-1903). Édition établie et annotée par Tivadar Gorilovics, Debrecen, Studia Romanica, Series Literaria, Fasc. XX 1998, 175 p.
- Jean-Richard Bloch, Lettres à sa fiancée 1905-1907. Daniela Costa, L’Italia de Jean-Richard Bloch, Torino 1997, Franco-Italica no 11, p. 221-270.
- Artaud, Antonin, Lettre à Jean-Richard Bloch [s.d.], in : Œuvres complètes, Paris, Gallimard, 1964, t.5, p. 63–65
- Canguilhem, Georges : L’Intellectuel dans l’action. Lettres de Georges Canguilhem à Jean-Richard Bloch (1927-1946). Présentation par Michel Trebitsch, Paris, Vingtième Siècle, Revue d’histoire, 1996, no 50, p. 111–121
- Claudel, Paul : Autrand, Michel, Paul Claudel et Jean-Richard Bloch, Lettres et dédicaces, in : La Licorne, revue de la Faculté des Lettres et Langues de l’Université de Poitiers, décembre 1980, puis in : Europe, 1982, no 635, p. 159–165
- Copeau, Jacques : Correspondance Jean-Richard Bloch - Jacques Copeau, avec une introduction de Wolfgang Asholt : Le Destin de Jean-Richard Bloch au théâtre, in : Revue d’histoire du théâtre, 1992, 44e année, no 3, p. 199–288
- Duhamel, Georges : Jean-Richard Bloch - Georges Duhamel. Correspondance 1911-1946. Textes réunis et annotés par Arlette Lafay. Introduction par Wolfgang Asholt, Paris 1996, Cahier de l’Abbaye de Créteil no 17 - Études Jean-Richard Bloch, Cahier no 1, 252 p.
- Faure, Elie : Courtois, Martine et Morel, Jean-Paul, Elie Faure. Biographie. Librairie Séguier, 1989. p. 176 : Lettre à J.-R. Bloch. p. 182 : photo et lettre de J.-R. Bloch à Elie Faure (1927). p. 237 : Lettre à J.-R. Bloch (1935). p. 239 : photo de J.-R. Bloch. p. 258 : Lettre à J.-R. Bloch
- Faure, Elie : Correspondance Jean-Richard Bloch - Elie Faure, publiée dans le bulletin no 13 des Études Jean-Richard Bloch
- Friedmann : Wilhelm : Claudine Delphis, Wilhelm Friedmann (1884-1942), Le Destin d’un francophile. Correspondance avec Georges Duhamel, Jean-Richard Bloch et Marcel Raymond, Leipzig, Leipziger Universität Verlag, 1999 [Lettres de W. F. à J.-R. B. : pp : 288-375]'
- Gide André : André Gide - Jean-Richard Bloch. Correspondance (1910-1936). Édition établie, présentée et annotée par Bernard Duchatelet, Brest, Centre d’études des correspondances et journaux intimes des XIXe et XXe siècles, CNRS (UMR 6563), Faculté des Lettres Victor Segalen, Brest, 1997, 150 p.
- Istrati, Panaï: Correspondentã Scrïtori Strãini. Ed. Traduceri si note de Alexander Talex... Bucuresti, éd. Minerva (Documente literare), p. 200–246 [lettres de JRB p. 240 et 245], 1988
- Istrati Panaït :Correspondance entre Panaït Istrati et Jean-Richard Bloch. Cahier Panaït Istrati no 8, p. 91–128, 1991
- Jacob, Max : 35 lettres de Max Jacob à Jean-Richard Bloch (1909-1934). Présentation de Michel Trebitsch, Paris, Europe, 1984, no 662-663, p. 122–155
- Jacob, Max : Lettres de Max Jacob à Jean-Richard Bloch 2e partie (1914-1934). Présentation de Michel Trebitsch, Paris, Europe, 1984, no 666, p. 138–159
- Langevin, Paul : Fonds Jean-Richard Bloch, Correspondance, Lettres reçues, XXVI, Kable - Langevin
- Larbaud Valéry : Correspondance Jean-Richard Bloch - Valéry Larbaud (1912-1933). Introduction et notes de Françoise Lioure. Vichy 1991, Cahier des Amis de Valéry Larbaud, no 29, 77 p.
- Martin du Gard Roger : Correspondance entre Roger Martin du Gard et Jean-Richard Bloch (1909-1946). Paris, Europe, avril 1963 à avril 1965 (no 413-432)
- Martin du Gard Roger : Huit lettres à Roger Martin du Gard. Paris, Europe, octobre 1992
- Martinet, Marcel : Deux lettres inédites à Marcel Martinet, présentées par Jean Albertini. Paris, Europe, juillet-août 1983
- Martinet, Marcel : Jean-Richard Bloch - Marcel Martinet (1911-1935). Ed. originale et intégrale. Textes établis et annotés par Haruo Takahashi, Tokyo, éd. Université Chuô, 1994
- Maublanc, René : Trois lettres (août-septembre 1940) par Jean-Richard Bloch. Paris : La Pensée, 1947, no 14, p. 11–18
- Monglond, André : Correspondance (1913-1920) de Jean-Richard Bloch et André Monglond, publiée et présentée par Tivadar Gorilovics. Debrecen, 1984, Studia Romanica, Series Litteraria, Fasc. X, p. 43–118
- Monglond, André : Correspondance (1921-1939) de Jean-Richard Bloch et André Monglond. Édition établie et annotée par Tivadar Gorilovics, Debrecen, 1989, Studia Romanica, Series Litteraria, Fasc. XIV, p. 3–119
- Mussolini : Six lettres de Mussolini à Jean-Richard Bloch (1913-1914). présentées par Michel Trebitsch, Paris, Revue d’histoire moderne et contemporaine, 1987, no 2, p. 305–316
- Paulhan, Jean : Jean-Richard Bloch & Jean Paulhan, Correspondance 1926-1940, éd. établie, préfacée et annotée par Bernard Leuilliot, Éditions Claire Paulhan, 2014[49].
- Paulhan, Jean : Lettres à Jean-Richard Bloch, in : La Nouvelle Revue Française, 1973, no 297, p. 1–13
- Paulhan, Jean : Huit lettres à Jean-Richard Bloch (1931-1932) in Traité du ravissement. Paris, Périple, 1983, p. 185–217
- Poulaille, Henry : Correspondance Jean-Richard Bloch - Henry Poulaille, publiée dans le bulletin no 12 des Études Jean-Richard Bloch
- Rivière, Jacques : Jacques Rivière - Jean-Richard Bloch, Correspondance 1912-1924. Présentation et annotation Alix Tubman, Paris, Bulletin des Amis de Jacques Rivière et d’Alain Fournier, 1994, no 71/72, 101 p. [Appendice A : Lettre aux Allemandsde Jean-Richard Bloch, juin 1919, Revue Politique Internationale, Lausanne, no 39-40, oct-décembre 1919]
- Rolland, Romain : Romain Rolland - Jean-Richard Bloch, Deux hommes se rencontrent (1910-1918) avec une lettre de Roger Martin du Gard. Cahier Romain Rolland no 15, Paris, Albin Michel, 1964
- Serge, Victor : Racine, Nicole, Victor Serge, Correspondance d’URSS (1920-1936)in : Mil Neuf Cent, Revue d’histoire intellectuelle (Cahiers Georges Sorel), 1980, 8, p. 73–96
- Spire, André : Jean-Richard Bloch & André Spire. Correspondance 1912-1947, édition établie et annotée par Marie-Brunette Spire, Éditions Claire Paulhan, 2011[50].
- Vacher de Lapouge, Georges : Boissel, Jean, Une correspondance inédite : Jean-Richard Bloch et Vacher de Lapouge (À propos du numéro d’Europe consacré à Gobineau). Paris, Revue d’histoire littéraire de la France no 4, p. 744–752, Armand Colin, 1987 [lettres de 1923]
- Wirth, Stefan : Die Verbindung wieder aufnehmen. Zwei Briefe von J.-R. B. (Johann R. Becher) an J.-R. B. (Jean-Richard Bloch) nach den vielen schweren Jahren in : Bemuhenges Johannes R. Becher im Kulturband der DDR. Mitteilungen des Zentralen Arbeit Kreires. Berlin, 1988